# Guimba
Guimba ist eine philippinische Stadtgemeinde in der Provinz Nueva Ecija. Sie hat 118.655 Einwohner (Zensus 1. August 2015). Die Stadtgemeinde wurde 1897 auf Erlass des spanischen Königs gegründet.

## Baranggays
Guimba ist politisch unterteilt in 64 Baranggays.
- Agcano
- Ayos Lomboy
- Bacayao
- Bagong Barrio
- Balbalino
- Balingog East
- Balingog West
- Banitan
- Bantug
- Bulakid
- Caballero
- Cabaruan
- Caingin Tabing Ilog
- Calem
- Camiing
- Cardinal
- Casongsong
- Catimon
- Cavite
- Cawayan Bugtong,
- Consuelo
- Culong
- Escano
- Faigal
- Galvan
- Guiset
- Lamorito
- Lennec
- Macamias
- Macapabellag
- Macatcatuit
- Manacsac
- Manggang Marikit
- Maturanoc
- Maybubon
- Naglabrahan
- Nagpandayan
- Narvacan I
- Narvacan II
- Pacac
- Partida I
- Partida II
- Pasong Intsik
- Saint John District (Pob.)
- San Agustin
- San Andres
- San Bernardino
- San Marcelino
- San Miguel
- San Rafael
- San Roque
- Santa Ana
- Santa Cruz
- Santa Lucia
- Santa Veronica District (Pob.)
- Santo Cristo District (Pob.)
- Saranay District (Pob.)
- Sinulatan
- Subol
- Tampac I
- Tampac II & III
- Triala
- Yuson
- Bunol